# جيمس هولت كلانتون
جيمس هولت كلانتون هو عسكري وسياسي أمريكي، ولد في 8 يناير 1827 في مقاطعة كولومبيا في الولايات المتحدة، وتوفي في 27 سبتمبر 1871 في نوكسفيل في الولايات المتحدة. نشط حزبياً في الحزب الديمقراطي. وقد انتخب عضو مجلس نواب ألاباما ‏.